# Atacama (region)
Región de Atacama är den 4:e regionen i Chile från norr till söder. Regionen ligger c:a 800 km norr om Santiago. Den är landets 4:e största med staden Copiapó som huvudstad.

## Provinser
- Provincia de Chañaral
- Provincia de Copiapó
- Provincia de Huasco